# UFC 248
UFC 248: Adesanya vs. Romero var en MMA-gala som arrangerades av UFC och ägde rum 7 mars 2020 i Las Vegas, NV, USA.

## Bakgrund
Två titlar försvarades då regerande mästaren Israel Adesanya försvarade sitt bälte mot utmanaren Yoel Romero i mellanvikt, och regerande mästaren Weili Zhang mötte före detta mästaren Joanna Jędrzejczyk i stråvikt.

### Ändringar
En match mellan före detta mellanviktsmästaren Robert Whittaker och Jared Cannonier var planerad till galan. Den 15 januari 2020 meddelades det dock att Whittaker dragit sig ur matchen. UFC meddelade då att Cannonier stod på "stand by" om någon av deltagarna i huvudmatchen skulle behöva dra sig ur. Cannonier skulle träna, fullfölja alla fightweek-åtaganden, banta och få lön för mödan. I mitten av februari meddelade i sin tur Cannonier att han skadat bröstmuskulaturen under träning och skulle vara borta från oktagonen högst sannolikt i flera månader.
En fjäderviktsmatch  mellan Douglas Silva de Andrade och Movsar Evloev var planerad till den här galan, men de Andrade tvingades lämna återbud på grund av skada och ersattes av UFC-debutanten Jamall Emmers.
Senare tvingades även Evloev dra sig ur på grund av skador han ådragit sig vid en MC-olycka och ersattes av Giga Chikadze.
I mellanvikt var Derek Brunson och Edmen Shahbazyan tänkta att mötas, men 20 februari 2020 meddelade UFC att de flyttat matchen till UFC Fight Night: Overeem vs. Harris 11 april 2020.
Whitmire missade vikten och matchen bokades om till en catchviktmatch. Bantningen och återhämtningen gick dock så illa att hon tvingades ställa in matchen och istället söka hjälp. Det sistnämnda lät "DC" meddela från kommentatorsbåset under TV-sändningen av underkortet.

### Invägning
Vid invägningen streamad på Youtube vägde utövarna följande:
1. ↑  Whitmire missade vikten och förlorade 20% av sin purse.

## Bonusar
Följande MMA-utövare fick bonusar om 50 000 USD vardera:
- Fight of the Night: Weili Zhang vs. Joanna Jędrzejczyk
- Performance of the Night: Beneil Dariush och Sean O'Malley